# Higínio das Neves

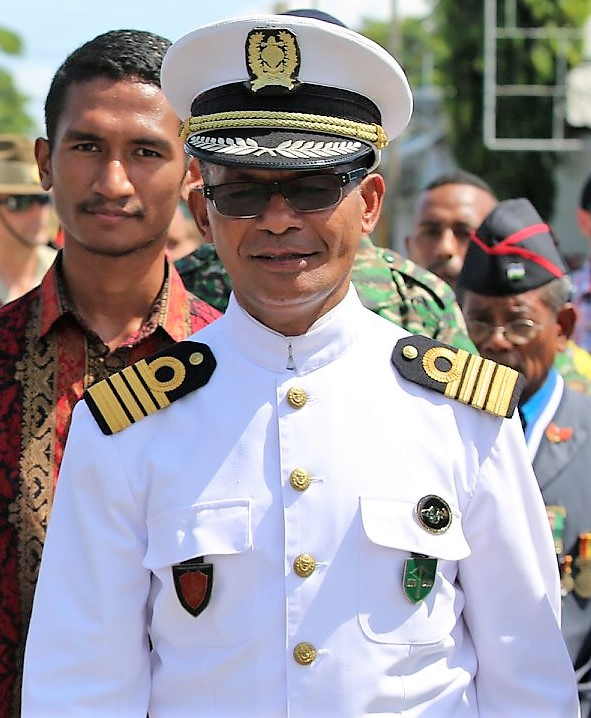
Higínio das Neves (2020)

Higínio das Neves (* 3. Februar 1966 in Mehara, Lautém, Portugiesisch-Timor) ist ein osttimoresischer Offizier der Verteidigungskräfte Osttimors (F-FDTL) und ehemaliger Kämpfer in der FALINTIL. Sein Kampfname im Freiheitskampf gegen die Indonesier war „Super Man“.

## Werdegang

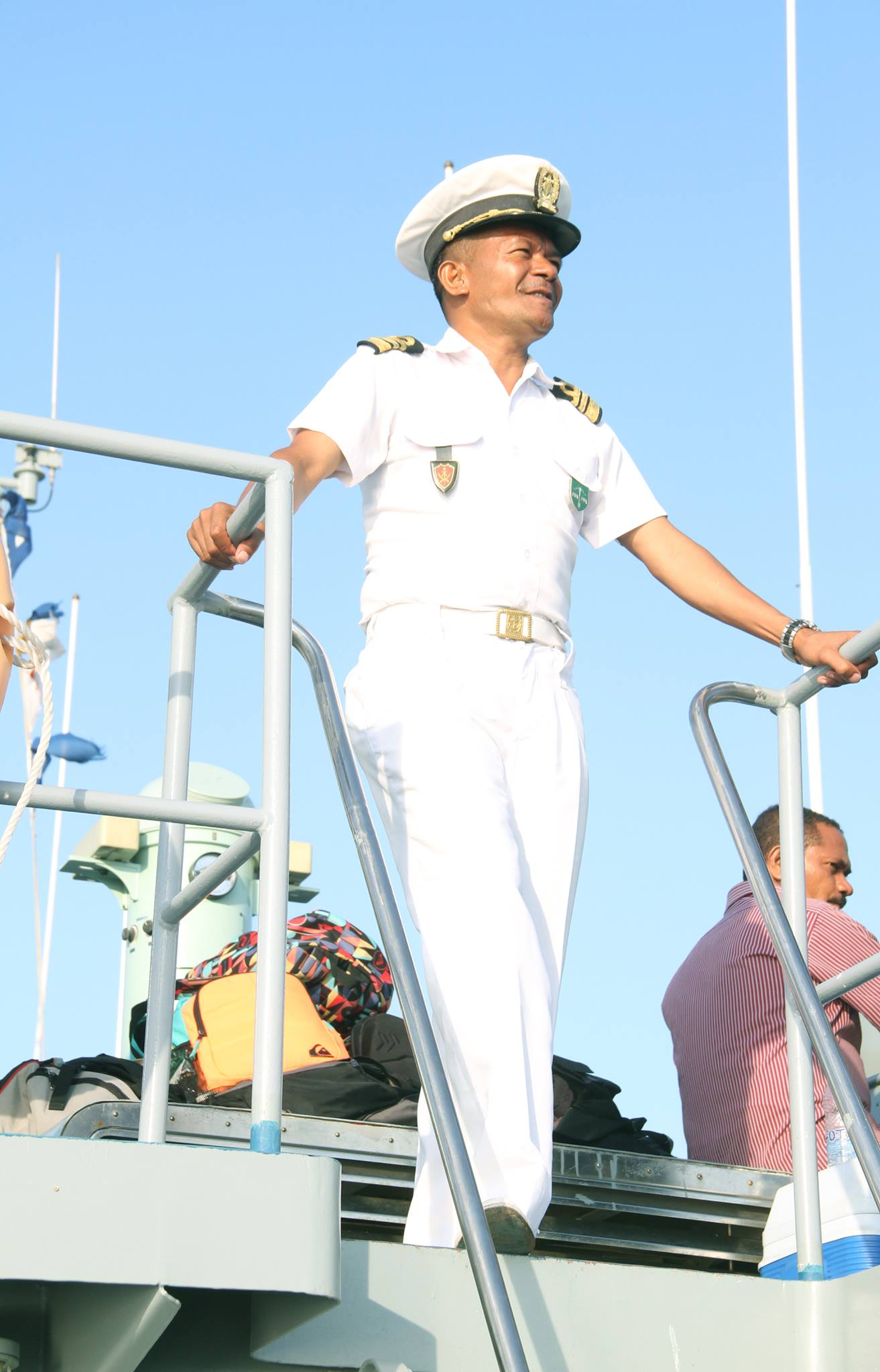
Fregattenkapitän Neves (2016) an Bord der Betano

Im Alter von acht Jahren half Neves bereits in der FALINTIL als Bote und Träger der Guerilla. Aus der Zeit des Kampfes gegen die Indonesier von 1975 bis zur Demobilisierung der FALINTIL am 25. Oktober 1999 hat Neves noch heute 22 Kugelfragmente und Schrapnellsplitter in seinem Körper. Zuletzt war er Zugführer. In die nach Abzug der Indonesier gegründete F-FDTL wurde Neves in den Rang eines Hauptmanns übernommen.
Im Rang eines Fregattenkapitäns war Neves bis 2016 Kommandant der Marine Osttimors (Komponente Naval). Das Amt hatte er offiziell auch inne, als er zwischenzeitlich 2012 für ein Studium im Ausland war.
Im September 2021 war Neves Chef der Abteilung Gabinete Forsa 2020 im Range eines Kapitäns. Die Abteilung des Verteidigungsministeriums Osttimors ist seit 2007 mit der strategischen Zukunftsplanung der Verteidigungskräfte verantwortlich. 2022 wurde Neves wieder zum Kommandant der Marine ernannt und stieg 2023 zum Kommodore auf.